# Bonjour♪恋味パティスリー
『Bonjour♪恋味パティスリー』（ボンジュール こいあじパティスリー）は、more games（インタースペース子会社）およびフォアキャスト・コミュニケーションズ（日本テレビグループ）が2014年12月より「Ameba」にて提供しているスマートホン向けゲーム。同じスタッフによるゲーム『愛しのショコラティエ』（2013年7月より「Ameba」で配信）より一部キャラクター設定が流用されている。
2014年10月から2015年3月までこれを原作としたアニメが配信・放送された。

## ストーリー
名門製菓学校に入学した主人公は、イケメン講師や同級生とともに菓子作りに学ぶ。その中で恋愛に似た感情を得るようになるが、この学校は「講師との恋愛は禁止」というルールがあった。

## 登場キャラクター
春野 小百合（はるの さゆり）
声 - 石川由依
誕生日：7月23日
アニメにおける主人公の女子。表参道に所在する「フルリール製菓学校」に特待生として入学する。恋愛ごとには疎い。卒業が近付く頃、講師達3人や遼と共にギャラクシー・ドリーム・コンフェクションズに出場するフルリール代表チームのメンバーに選ばれる。
葵井 三斗希（あおい みつき）
声 - 柿原徹也
誕生日：10月10日
講師。専門はショコラ。葵井三兄弟の三男で、王子様的キャラクターの人気者。
皐月 遼（こうづき りょう）
声 - 石川界人
誕生日：4月4日
小百合の同級生の男子。ぶっきら棒な性格。
沖縄での合宿の最中、小百合に絡んできた不良少年グループから彼女を守ろうとした際のケンカで右腕を骨折し、一時入院してしまう。
花房 ジルベール（はなふさ ジルベール）
声 - 木村良平
誕生日：6月17日
講師。フランスから来日してきた。ノリのいい、軽い性格。
実家はパリで御菓子店経営。日本人である祖母（声 - 横尾まり）から色々と話を聞かされたことがキッカケで日本に興味を抱いたらしい。
涼 芳之助（すずみ よしのすけ）
声 - 緑川光
誕生日：1月12日
講師。専門は和菓子。クールな性格で、感情表現が苦手。
実家は歌舞伎役者の家系。親が決めた許婚がいるらしい。
望月 蘭（もちづき らん）
声 - 佐倉綾音
誕生日：5月5日
小百合の親友の女子。サバサバした性格だが友達思いで、小百合の悩みに親身になって付き合ってくれる。
その一方でイケメンに弱く、講師陣にはメロメロ。
三ノ宮 椿（さんのみや つばき）
声 - 榎本温子
誕生日：11月10日
小百合の同級生の女子。財閥の令嬢で、彼女をライバル視している。常に取り巻きの生徒（声 - 藤井ゆきよ、綾瀬有）を従えている。
蘭とは口論になることが多い。
皆川 撫子（みながわ なでしこ）
声 - 榊原良子
フルリール製菓学校教頭。自身も一流パティシエで、一切の妥協を許さない。
校則にも厳格で、生徒と講師が仲良く話でもしていようものなら激怒必至である。
ジルベールの祖母とは学生の時にフランス留学の際に知り合いって以降付き合いが続いており、ジルベールもこの縁でフルリールに来ることとなった。
葵井 一吹（あおい いぶき）
声 - 小西克幸
三斗希の兄で長男。ショコラティエ「レ・クラン」のオーナー。
葵井 仁（あおい じん）
声 - 羽多野渉
三斗希の兄で次男。一吹を手伝っている。
ましゅマロ（アニメ版では「マロ」）
声 - 秦佐和子
学校での実習中にマシュマロに生命が宿って、かわいいモンスターと化したもの。いくつか種類がある。
マクシミリアン
声 - ランズベリー・アーサー
タケダ・マクシミリアン。ギャラクシー・ドリーム・コンフェクションズ決勝でフルリール代表と戦う華秀学園代表チームのメンバー。
ミサエ
声 - 前田玲奈
シマズ・ミサエ。同じく華秀学園代表チームのメンバー。
リサ
声 - 松井恵理子
アサイ・リサ。同じく華秀学園代表チームのメンバー。
ケイタ
声 - 天﨑滉平
ハシバ・ケイタ。同じく華秀学園代表チームのメンバー。
カネツグ
ヤマダ・カネツグ。同じく華秀学園代表チームのメンバー。

## アニメ
2014年10月から2015年3月までWebアニメとして日テレオンデマンド、ニコニコ動画、Huluにて配信された。また11月からはAT-Xにてテレビ放送も行っている。1話5分の短編アニメ。全24話。

### スタッフ
- 監督 - 秋田谷典昭
- キャラクター原案 - 雪広うたこ
- シリーズ構成・脚本 - 青木良
- キャラクターデザイン・総作画監督 - 滝本祥子
- 美術監督 - 工藤由美
- 色彩設定 - 但野ゆき子
- 撮影監督 - 木村美乃里
- 3D監督 - 濱村敏郎
- 編集 - 坪根健太郎
- 音楽 - 山田高弘
- 音響監督 - 亀山俊樹
- プロデューサー - 佐々木まりな、土屋卓朗
- アニメーションプロデューサー - 田部谷昌宏
- アニメーション制作 - SILVER LINK. / CONNECT
- 原作・製作著作 - Bon♪恋製作委員会

### 主題歌
オープニングテーマ「Bonjour♪Magic」
作詞 - ENA☆ / 作曲・編曲 - 山田高弘 / 歌 - Les*Fleurirs［皐月遼（石川界人）、葵井三斗希（柿原徹也）、花房ジルベール（木村良平）、涼芳之助（緑川光）］
第1話では使用せず。第23話と第24話では挿入歌として使用。
エンディングテーマ
「優しさを包み込んで」（第2 - 12話）
作詞・作曲・編曲 - 山田高弘 / 歌 - 皐月遼（石川界人）、葵井三斗希（柿原徹也）
第1話では使用せず。
「どちらにするの？」（第13 - 24話）
作詞・作曲・編曲 - 山田高弘 / 歌 - 花房ジルベール（木村良平）、涼芳之助（緑川光）
第24話では挿入歌として使用。

### 各話リスト
| 話数      | 絵コンテ   | 演出       | 作画監督            |
| --------- | ---------- | ---------- | ------------------- |
| Lesson 1  | 秋田谷典昭 | 秋田谷典昭 | 滝本祥子            |
| Lesson 2  | 伊部勇志   | 伊部勇志   | 岩田景子            |
| Lesson 3  | 伊部勇志   | 伊部勇志   | 橋本真希            |
| Lesson 4  | 秋田谷典昭 | 秋田谷典昭 | 井嶋けい子          |
| Lesson 5  | 秋田谷典昭 | 秋田谷典昭 | 中西和也            |
| Lesson 6  | 秋田谷典昭 | 秋田谷典昭 | 井本由紀            |
| Lesson 7  | 秋田谷典昭 | 池田智美   | 竹本佳子 岩田芳美   |
| Lesson 8  | 伊部勇志   | 伊部勇志   | 井嶋けい子 橋本真希 |
| Lesson 9  | 伊部勇志   | 伊部勇志   | 井本由紀 橋本真希   |
| Lesson 10 | 秋田谷典昭 | 池田智美   | 岩田芳美            |
| Lesson 11 | 秋田谷典昭 | 池田智美   | 竹本佳子            |
| Lesson 12 | 秋田谷典昭 | 秋田谷典昭 | 河村明夫            |
| Lesson 13 | 秋田谷典昭 | 秋田谷典昭 | 橋本真希            |
| Lesson 14 | 伊部勇志   | 伊部勇志   | 井嶋けい子          |
| Lesson 15 | 秋田谷典昭 | 秋田谷典昭 | 山犬守              |
| Lesson 16 | 秋田谷典昭 | 秋田谷典昭 | 山犬守              |
| Lesson 17 | 秋田谷典昭 | 秋田谷典昭 | 井本由紀            |
| Lesson 18 | 伊部勇志   | 伊部勇志   | 橋本真希            |
| Lesson 19 | 伊部勇志   | 伊部勇志   | 山犬守              |
| Lesson 20 | 伊部勇志   | 秋田谷典昭 | 山犬守              |
| Lesson 21 | 秋田谷典昭 | 伊部勇志   | 橋本真希            |
| Lesson 22 | 秋田谷典昭 | 秋田谷典昭 | 山犬守              |
| Lesson 23 | 秋田谷典昭 | 秋田谷典昭 | 山犬守              |
| Lesson 24 | 伊部勇志   | 伊部勇志   | 橋本真希            |

### 放送局
| 放送期間        | 放送時間           | 放送局 | 対象地域・備考              |
| --------------- | ------------------ | ------ | --------------------------- |
| 2014年11月2日 - | 日曜 18:24 - 18:30 | AT-X   | 日本全域 / リピート放送あり |

| 配信期間                       | 配信時間        | 配信サイト         | 備考                          |
| ------------------------------ | --------------- | ------------------ | ----------------------------- |
| 2014年10月10日 - 2015年3月20日 | 金曜 22:00 更新 | ニコニコチャンネル |                               |
| 2014年10月11日 - 2015年3月21日 | 土曜 19:00 更新 | 日テレオンデマンド |                               |
|                                |                 | Hulu               |                               |
|                                |                 | GYAO!ストア        |                               |
| 2014年10月12日 -               | 日曜 12:00 更新 | dアニメストア      | 第2回以降は数話をまとめて配信 |

### DVD
| 巻 | 発売日        | 収録話          | 規格品番  |
| -- | ------------- | --------------- | --------- |
| 上 | 2015年4月24日 | 第1話 - 第12話  | MFBA-0001 |
| 下 | 2015年5月27日 | 第13話 - 第24話 | MFBA-0002 |

## 漫画
『ARIA』（講談社）2014年12月号に読みきり作品が掲載。作画は雪広うたこ。